# Engelram II van Coucy
Engelram II van Coucy (Boves, 1110 - 1149), genaamd van Marle, was een zoon van Thomas I van Coucy en Melissende van Crécy. Hij volgde zijn vader in 1130 op als heer van Coucy.
In tegenstelling tot het bestuur van zijn vader, was het onder het bestuur van Engelram rustig. Hij bouwde onder meer een kapel in zijn kasteel en hield zich een groot deel van zijn tijd bezig met de jacht.
Engelram zou eigenhandig een wild dier (een leeuw) gedood hebben, dat zijn gebied onveilig maakte. Hij nam deel aan de Tweede Kruistocht van Lodewijk VII van Frankrijk, maar overleed tijdens die kruistocht.
Engelram was in 1131 gehuwd met Agnes van Beaugency, een nicht van koning Lodewijk VII van Frankrijk en een kleindochter van Hugo I van Vermandois. Engelram werd de vader van:
- Rudolf I (1134-)
- Engelram.